# 诺塞
诺塞（法語：Nocé，法語發音：[nɔse] ⓘ）是法国奥恩省的一个旧市镇，位于该省东南部，属于莫尔塔涅欧佩什区。2016年1月1日，诺塞和相邻的另外5个市镇合并为新市镇佩尔什昂诺塞（Perche en Nocé），并成为政府驻地。

## 地理
诺塞（48°22'46"N, 0°40'53"E）面积21.05 平方千米，位于法国诺曼底大区奧恩省，该省份为法国西北部内陆省份，北起顺时针与卡爾瓦多斯省、厄尔省、厄尔-卢瓦省、萨尔特省、马耶讷省和芒什省接壤。
与诺塞接壤的市镇（或旧市镇、城区）包括：科洛纳尔-科吕贝尔、普雷欧迪佩尔什。

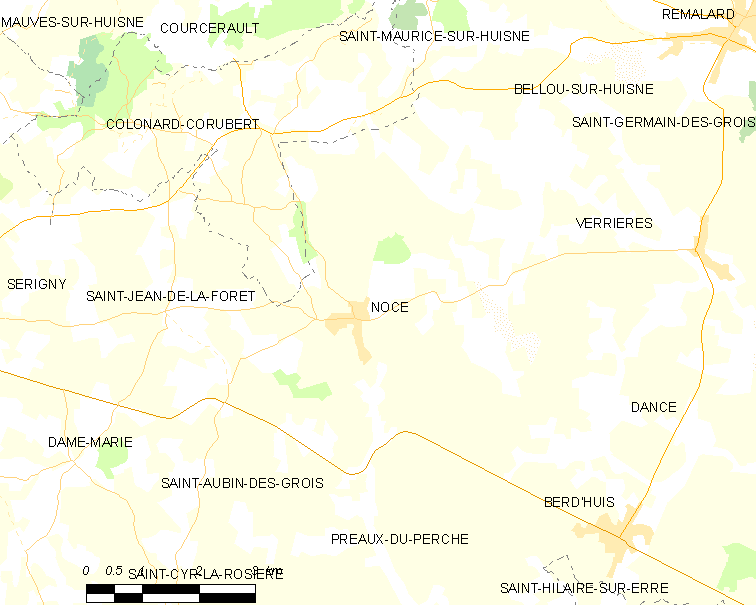
诺塞的OSM定位图

诺塞的时区为UTC+01:00、UTC+02:00（夏令时）。

## 行政
诺塞的邮政编码为61340，INSEE市镇编码为61309。

## 政治
诺塞所属的省级选区为布勒通塞勒县。

## 人口

1962-2008年间诺塞人口变化图示

诺塞于2018年1月1日时的人口数量为731人。